# Antoine und Colette
Antoine und Colette ist ein französischer Kurzfilm von François Truffaut aus dem Jahr 1962. Er ist der zweite Film von Truffauts Antoine-Doinel-Zyklus sowie Teil des internationalen Episodenfilms Liebe mit zwanzig.

## Handlung
Antoine und Colette zeigt Antoine Doinel als 17-Jährigen, der bei Philips in der Schallplattenfertigung arbeitet. Er lebt alleine in einem Zimmer an der Place Clichy, wo er die Zeit hauptsächlich mit dem Hören klassischer Musik verbringt. Häufig trifft er sich mit René, seinem Schulfreund aus Sie küssten und sie schlugen ihn, zum Besuch von Konzerten und musikwissenschaftlichen Vorträgen.
In einem Berlioz-Konzert sieht er Colette, eine Gymnasiastin, und verliebt sich in sie. Colette ist etwa so alt wie Antoine, hat aber – anders als dieser – eine warme, unterstützende Familie, bei der sie lebt. Antoine entwickelt eine starke Freundschaft zu Colette und schnell auch zu ihren Eltern, die ihn bald wie einen Teil der Familie behandeln.
Colettes Gefühle für Antoine sind anfänglich zwiespältig, und um ihr näher zu sein, zieht er in eine Wohnung, die der ihren genau gegenüberliegt. Obwohl sie ihn weiter freundlich behandelt, wird es allmählich deutlich, dass sie ihn nicht liebt. Darüber ist er unglücklich und will sie zunächst nicht sehen, nimmt aber eine Einladung ihrer Eltern zum Essen an. Diese behandeln ihn weiter wie einen Sohn und sähen wohl auch eine romantische Beziehung zwischen den beiden Teenagern gern.
Alle Hoffnungen zerschlagen sich, als ein anderer Mann an der Wohnung läutet, um Colette abzuholen. Ihre Eltern und Antoine bleiben hilflos vor dem Fernseher zurück.

## Hintergrund
Truffaut hatte 1962 gerade die Arbeit an Jules und Jim beendet, als er vom Produzenten Pierre Roustang für sein Episodenfilmprojekt Liebe mit zwanzig angesprochen wurde. Er half, die Regisseure Shintarô Ishihara, Marcel Ophüls, Renzo Rossellini und Andrzej Wajda auszuwählen, die ebenfalls an dem Projekt beteiligt werden sollten. Im Presseheft des Films schrieb Truffaut: „Für mich ergab die französische Episode die Gelegenheit, ein Projekt umzusetzen, an das ich mich alleine nicht gewagt hätte: eine kurze Fortsetzung zu meinem ersten Film Sie küssten und sie schlugen ihn, in der wir den jungen Antoine Doinel drei Jahre später bei seinem ersten romantischen Abenteuer treffen, einem, das die Moral illustriert: du riskierst, alles zu verlieren, wenn du zu viel willst.“
Antoine und Colette ist ein weitgehend autobiographisches Werk, das auf der Begegnung des 17-jährigen Truffaut mit Liliane Litvin basiert. Truffaut traf Litvin in der Cinémathèque Française und gab seine Stelle als Schweißer in einer Vorstadt-Fabrik auf, um zurück nach Paris zu ziehen und ihr nahe zu sein. Wie Antoine nahm er eine Wohnung gegenüber der ihrigen, sodass er all ihre Aktivitäten beobachten konnte. Am Ende war sie weder an ihm noch an seinen Freunden interessiert; sie hatte auch die Aufmerksamkeit von Jean Gruault und Jean-Luc Godard auf sich gezogen.